# Пограничные сторожевые корабли специальной службы проекта 1360
Пограничные сторожевые корабли специальной службы проекта 1360 (шифр Чайка) — тип пограничных кораблей СССР. Фактически, представляли собой правительственные яхты.
Их основным предназначением была перевозка генеральных секретарей и членов Политбюро ЦК КПСС во время их пребывания на государственных дачах в Ялте и Сочи. Оба корабля были построены в сжатые сроки. Головной ведомственный корабль был заложен под строительным индексом 301 07 января 1977 года. Через год 16 августа 1978 года корабль уже был спущен на воду, а через две недели 31 августа вступил в строй.

## Конструкция
Каждый ведомственный корабль имел две палубы: нижняя — для экипажа, причём хода на верхнюю палубу из неё не было, и верхняя палуба для главы государства. Основная палуба состоит из носового салона, салона-веранды, холла с полувинтовыми лестницами, комнаты для переговоров и двух кают-кабинетов.

## Представители проекта
| Название | Изготовитель       | Заводской № | Заложен   | Спуск на воду | Ввод в строй | Место службы | Текущий статус |
| -------- | ------------------ | ----------- | --------- | ------------- | ------------ | ------------ | --- |
| «Крым»   | «Алмаз», Ленинград | № 301       | 7.01.1977 | 16.08.1978    | 31.08.1978   | Ялта, Одесса | В строю. После распада СССР передан Украине. Входит в состав Ялтинского отряда морской охраны Государственной пограничной службы Украины. |
| «Кавказ» | «Алмаз», Ленинград |             |           |               | 1980         | Сочи         | В строю. После распада СССР стал ведомственным кораблём российского президента, находясь на балансе Федеральной пограничной службы.       |